# Zakażenie poronne
Zakażenie poronne (ang. abortive infection, nonproductive infection) – infekcja, w której niektóre lub wszystkie składniki wirusa zostały zsyntetyzowane, ale nie powstaje żaden zakaźny wirus. Przymiotnikiem tym określa się niekiedy postać choroby o skróconym przebiegu. Przykładem może tu być łagodne zakażenie wirusem polio powodującym chorobę Heinego-Medina (ang. abortive poliomyelitis). W większości wypadków nie wywołuje ono żadnych objawów lub tylko niegroźne objawy, bez zajęcia ośrodkowego układu nerwowego, ale niekiedy pojawia się pełnoobjawowa choroba prowadząca do trwałej niepełnosprawności lub nawet śmierci.